# Onderste Gulpha

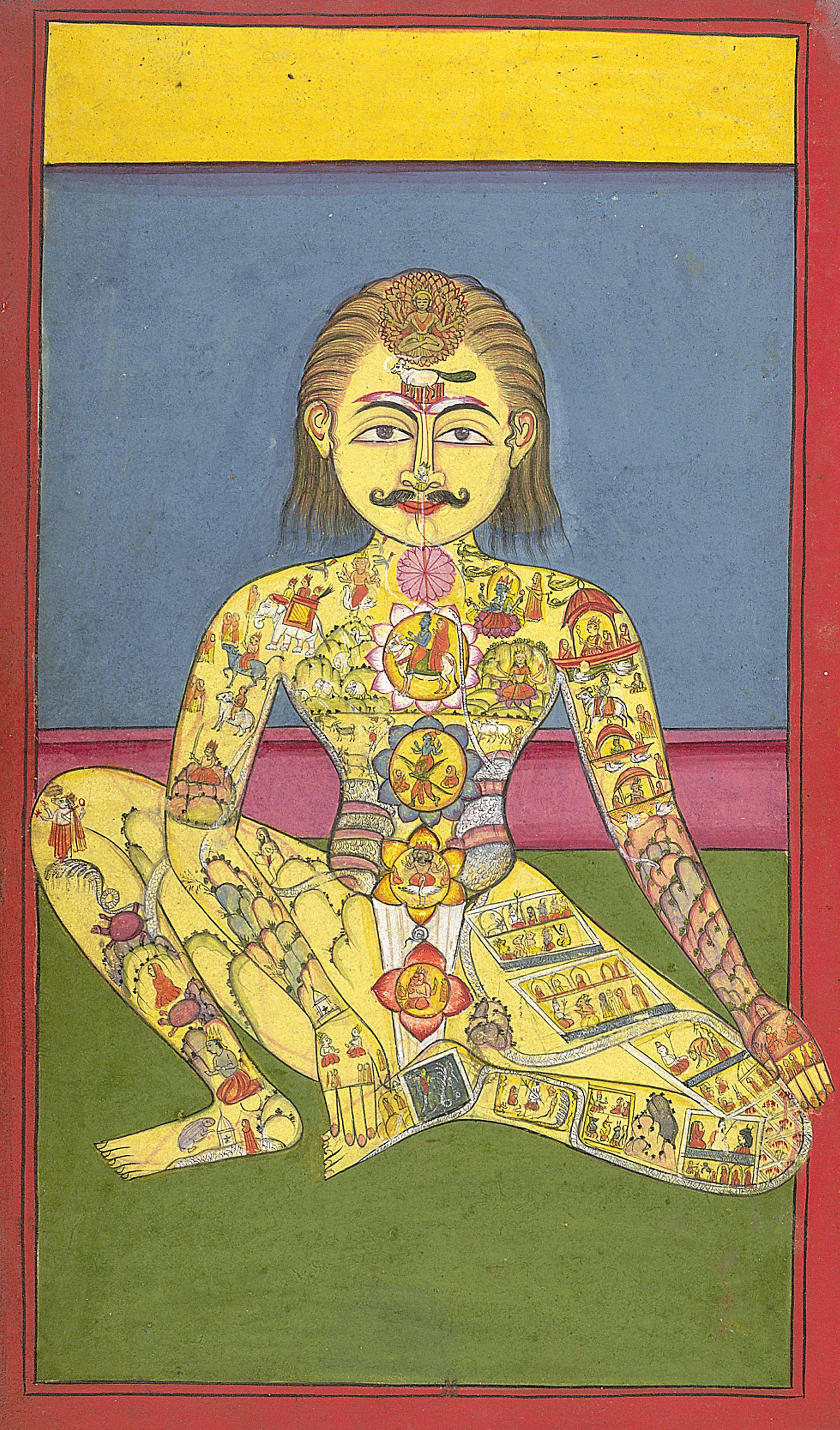
oude Tibetaanse kaart met de 7 Chakra's en de belangrijkste marmapunten

Onderste Gulpha (Onderste Gulpha-punt) is een marmapunt gelegen op de enkel. Marmapunten worden in Oosterse filosofieën gebruikt bij massage, yoga, reflexologie en reiki. Men gelooft dat een marmapunt op een nadi ligt en zo een uitwerking kan hebben op een bepaald lichaamsdeel, proces of emotie.
| Onderste Gulpha | |
| --------------- | --- |
| Positie         | Onderste Gulpha is gelegen op twee plekken op elke enkel; de eerste ligt op de voorzijde en de andere aan de binnenkant van de enkel |
| Functie         | dit punt heeft invloed op het vrouwelijke voorplantingssysteem                                                                       |
| Bijzonderheden  | dit punt is alleen bij vrouwen aanwezig                                                                                              |

## Overige marmapunten
Naar schatting zijn er 62.000 marmapunten in het lichaam. De belangrijkste 52 zijn: